# تروسور
تروسور نام یک سرده از راسته پرنده‌کفلان است.
کتزال کواتلوس بزرگترین تروسور شناخته شده است.برخی دانشمندان معتقند که کتزال کواتلوس با آن هیکل بزرگ هرگز پرواز نمیکرده و بر روی زمین راه میرفت و بچه دایناسور ها را میخورده است.کتزال کواتلس عضو خانواده  اژدرکید ها بود. نام این خانواده از تروسوری است که نام علمی اش یک نام فارسی است .حتما میدانید که اژدر خو  یعنی کسی که خلق و خویشش مثل اژها است.اژدرکید ها عضو  اخرین تروسور ها بودند که همراه دایناسورها منقرض شدند.انها در همه جای جهان زندگی میکردند. کتزال کواتلس در امریکای شمالی پیدا شده است و اژدرکو در اسیای مرکزی (خراسان قدیم)به همین دلیل دانشمندان نامی فارسی برای او برگزیدند.
تروسور های سنگین وزن چطور پرواز می کردند؟
برخی تروسورها مثل ترانودون وزن زیاد و جثه بزرگی داشتند.عرض بال ترانودون در حدود 7 تا 9 متر بود و  به همین خاطر مجبور بود نیروی اول پرواز را با یک جهش تامین کند.البته تروسور ها نیز مثل دایناسور ها و پرندگان کیسه های هوایی داشتند که وزن بدن انها را بسیار کم میکرد 